# 애플의 해외 지사
애플의 해외 지사란 여러나라에 애플이 두고 있는 해외법인인 지사를 말한다.

## 애플코리아
대한민국에 있는 애플의 한국지사이다.
1998년초부터 내부적인 준비를 거쳐 1998년 11월 11일 애플컴퓨터코리아를 본격 설립하면서 새로운 매킨토시 공급 채널 정책을 수립하게 된다. 이로써 오랫동안 한국 내에 매킨토시 제품의 독점공급을 담당하던 엘렉스컴퓨터와의 관계가 자츰 정리되기 시작한다. 현재 애플코리아는 온라인 스토어를 운영하면서 각종 제품을 판매 및 홍보를 하고 있다.

## 애플재팬
일본에 있는 애플의 일본지사이다.

## 유럽법인
애플 오퍼레이션즈 유럽과 애플 세일즈 인터내셔널을 아일랜드에 설립했다.

## 같이 보기
- 애플
- 애플 스토어